# Christine Lavant
Christine Lavant, nacida como Christine Thonhauser y tras su matrimonio Christine Habernig (Wolfsberg, Austria, 4 de julio de 1915-ibid., 7 de junio de 1973) fue una poeta y novelista austriaca. 

## Biografía
Lavant nació en la aldea de Großedling (hoy parte de Wolfsberg), en el valle de Lavant (Carintia), novena hija de una familia de mineros. Posteriormente adoptó el nombre del valle como su seudónimo. Recién nacida sufrió de escrófula en el pecho, cuello y cara, y casi se quedó ciega. A partir de los tres años, contrajo neumonía a intervalos regulares y los médicos la trataron como inviable; sin embargo, en 1921 se matriculó en la escuela primaria (Volksschule). Durante una hospitalización en Klagenfurt, el médico jefe notó el interés literario de Lavant y le dio una edición de las obras de Rainer Maria Rilke, que se llevó de vuelta a casa. En 1927 su salud volvió a empeorar y solo pudo terminar la escuela primaria con continuas interrupciones dos años más tarde, después de haber sido expuesta a un tratamiento con rayos X. Hubo de abandonar la subsiguiente asistencia a la escuela secundaria (Hauptschule) porque el camino era demasiado largo.
Lavant tuvo que quedarse en casa de sus padres y se dedicó a pintar, escribir, leer y bordar. Una infección prolongada del oído medio le dejó una discapacidad auditiva unilateral. A principios de la década de 1930 sufrió una depresión grave pero se centró en la pintura y la escritura y ofreció una primera novela a una editorial de Graz. El manuscrito fue finalmente rechazado en 1932, Lavant destruyó su trabajo y en 1935 recurrió a un sanatorio de Klagenfurt. Su situación financiera empeoró después de que sus padres murieran en 1937 y 1938. Con los recursos que le aportaban sus trabajos de costura y ayudada por sus hermanos, se casó con el pintor y antiguo terrateniente Josef Habernig, unos 35 años mayor que ella. 
Después de la Segunda Guerra Mundial, Lavant volvió a componer poesía lírica, que con el tiempo atrajo la atención de la escena literaria austríaca. El primer volumen fue publicado por una editorial de Stuttgart, que le recomendó pasar a prosa y dio lugar a la novela Das Kind el mismo año. Se dio a conocer públicamente después de una aparición en una lectura de 1950 en Sankt Veit. Lavant se trasladó a su ciudad natal, Wolfsberg, donde vivió recluida el resto de su vida. Cuando en 1964 su marido murió después de un derrame cerebral, ella sufrió un colapso en su salud y nuevamente tuvo que someterse a tratamiento hospitalario. Lavant murió a los 57 años en Wolfsberg. 
Sus poemas han sido descritos como «casi místicamente religiosos» y «arcaicos». Se considera que Rilke y el cristianismo han influido en su trabajo.

## Reconocimientos
- Premio Georg Trakl (1954)
- Premio Anton Wildgans (1964)[5]
- Premio Georg Trakl (1964)
- Gran Premio Estatal de Austria de Literatura (1970)[5][2]